# Jejkowice (plaats)
Jejkowice (Duits: Jeykowitz) is een dorp in het Poolse woiwodschap Silezië, in het district Rybnicki. De plaats maakt deel uit van de gemeente Jejkowice en telt 3540 inwoners.